# 大亜湾原子炉ニュートリノ実験

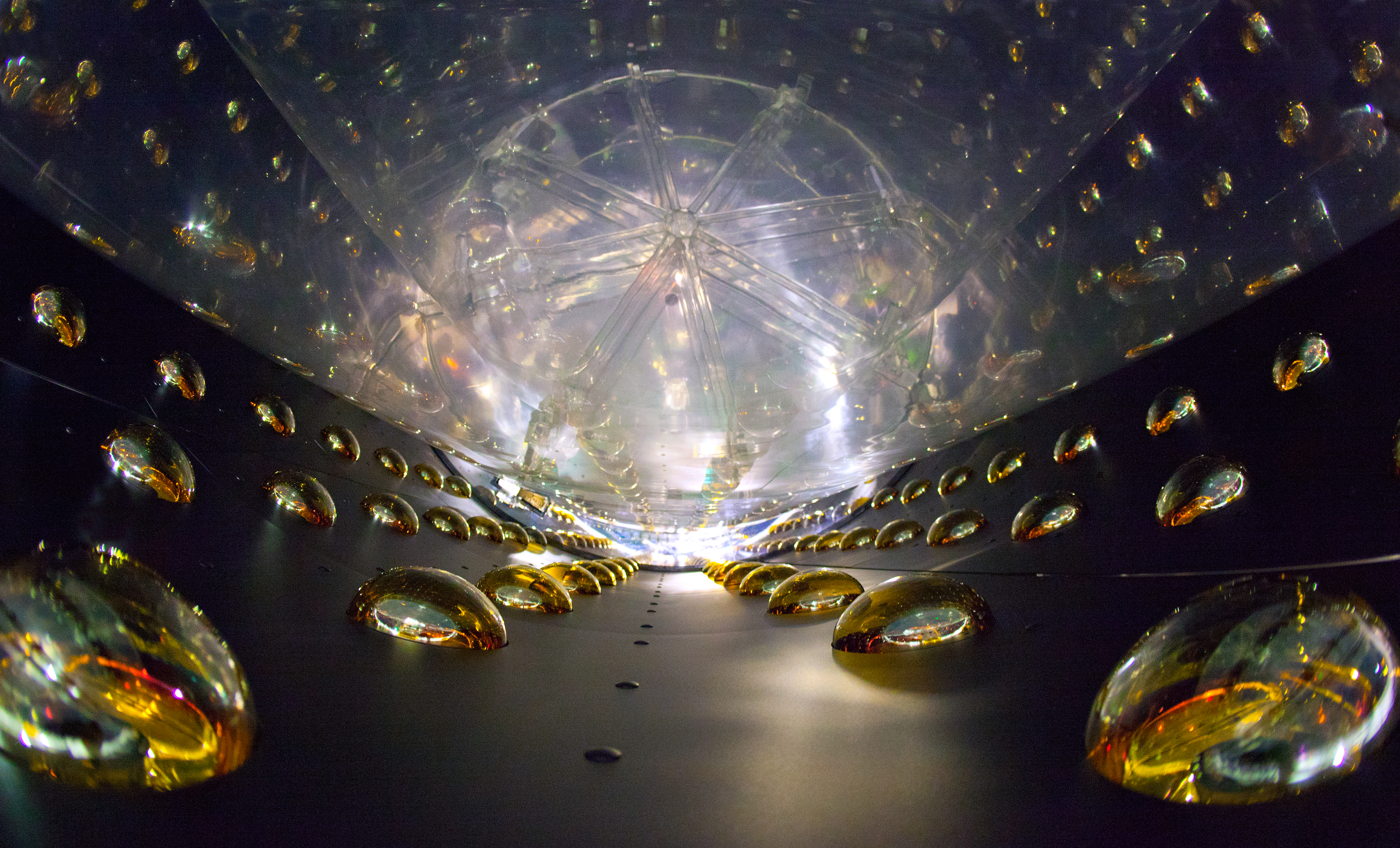
大亜湾検出器の1つ。

大亜湾原子炉ニュートリノ実験（だやわんげんしろニュートリノじっけん、中国語：大亚湾核反应堆中微子实验）は、ニュートリノを研究する中国に拠点を置く多国籍の素粒子物理学プロジェクトである。多国籍共同研究には、中国、チリ、米国、台湾、ロシア、チェコ共和国の研究者が参加している。このプロジェクトは米国では、アメリカ合衆国エネルギー省の高エネルギー物理学局から資金提供を受けている。 

## 概要
香港から北へ約52 km、深圳市から東へ約45 kmの大亜湾に位置する。提携プロジェクトとして香港のアバディーントンネル地下研究所がある。アバディーン研究所は、当実験に影響を与える可能性のある宇宙線ミュー粒子からできる中性子を測定している。 
6基の原子炉から1.9 km以内の3ヵ所に集めた、8個の反ニュートリノ検出器で実験を行う。それぞれの検出器は20 tの液体シンチレータ（ガドリニウムを添加した直鎖アルキルベンゼン）を、光電子増倍管と遮蔽体で取り囲んで構成したものである。 
後継機はこれらよりも規模がかなり大きく、開平市で江門地下ニュートリノ観測所（JUNO＝Jiangmen Underground Neutrino Observatory）として開発してきた。この観測所では原子炉の反ニュートリノを検出するため、アクリル球に20 ktの液体を満たしたシンチレータを用いる予定である。起工（2015年1月10日時点）から2021年末の地下ホール引き渡しを経て、中心検出機の最も内側にアクリル球を据え付ける工程（2024年10月11日時点完了）、2024年に液体の注入が始まり、2025年に稼働が見込まれる。 

## ニュートリノ振動
この実験は大亜湾原子力発電所と嶺澳原子力発電所の原子炉で生成される反ニュートリノを用いてニュートリノ振動を研究し、混合角θ13を測定することを目的としている。科学者は、ニュートリノでCP対称性の破れがあるかどうかにも興味を持っている。 
2012年3月8日、大亜湾共同研究グループは5.2σの有意性で以下のようにθ13≠0であることを発見したと発表した。
{\displaystyle \sin ^{2}(2\ \theta _{13})=0.092\pm 0.016\,\mathrm {(stat)} \pm 0.005\,\mathrm {(syst)} .}
これは驚くほど大きな混合角であり、新しい種類のニュートリノ振動を表す有意な結果である。これはT2K、MINOSおよびダブルショーで以前に測定された、より有意性の低い結果と矛盾しない。θ13 がこれほど大きいならば、NOνAはニュートリノ質量階層性を検出できる可能性が50％程度の確率であるといえる。これらの実験でニュートリノのCP対称性の破れも探査できる可能性がある。 
共同研究グループは2014年に解析結果を更新した。エネルギースペクトルを使用することで混合角の範囲が改善された。 
{\displaystyle \sin ^{2}(2\ \theta _{13})=0.090_{-0.009}^{+0.008}}
水素に捕捉された中性子からの事象による、独立した測定の結果も公表された： 
{\displaystyle \sin ^{2}(2\ \theta _{13})=0.083\pm 0.018}.
当実験のデータを使用して、軽いステライルニュートリノの信号が探索され、以前には未探査だった質量領域が除外された。  
Moriond 2015物理学カンファレンスで、混合角と質量差の新たな最適値が発表された： 
{\displaystyle \sin ^{2}(2\ \theta _{13})=0.084\pm 0.005,\qquad |\Delta m_{ee}^{2}|=2.44_{-0.11}^{+0.10}\times 10^{-3}{\rm {eV}}^{2}}
2023年4月21日の大亜湾の発表では、以下の測定精度を報告した: 
{\displaystyle \sin ^{2}(2\ \theta _{13})=0.0851\pm 0.0024,\qquad } 順階層の質量に対して、{\displaystyle \Delta m_{32}^{2}=(2.466\pm 0.060)\times 10^{-3}{\rm {eV}}^{2}}  もしくは逆階層の質量に対して、 {\displaystyle \Delta m_{32}^{2}=-(2.571\pm 0.060)\times 10^{-3}{\rm {eV}}^{2}}。大亜湾共同研究グループは「報告された {\displaystyle \sin ^{2}(2\ \theta _{13})}は近い将来最も正確な{\displaystyle \theta _{13}}の測定であり続ける可能性が高く、ニュートリノ振動における質量階層とCP対称性の破れの調査に極めて重要である。」と示唆した。

## 反ニュートリノスペクトル
大亜湾共同研究グループは反ニュートリノエネルギースペクトルを測定し、約5MeVのエネルギーの反ニュートリノが理論的予測より多いことを見出した。観測と予測の間のこの予期しない不一致は、素粒子物理学の標準模型に改善が必要であると示唆している。 

## 共同研究者
- 北京師範大学
- ブルックヘブン国立研究所
- チリ・カトリック大学
- カリフォルニア工科大学
- プラハ・カレル大学
- 成都理工大学
- 中国広東核電集団
- 中国原子能科学研究院
- 中国科学院
- 香港中文大学
- ウィリアム・アンド・メアリー大学
- 東莞理工学院（中国語版）
- イリノイ工科大学
- 中国科学院高エネルギー物理研究所（中国語版）
- アイオワ州立大学
- ドゥブナ合同原子核研究所
- クルチャトフ研究所
- ローレンス・バークレー国立研究所とカリフォルニア大学バークレー校
- 南京大学
- 南開大学
- 国立交通大学
- 国立台湾大学
- 国立聯合大学
- プリンストン大学
- レンセラー工科大学
- 山東大学
- 上海交通大学
- 深圳大学
- シエナ大学（英語版）
- 中山大学
- テンプル大学
- 清華大学
- カリフォルニア大学ロサンゼルス校
- 香港大学
- ヒューストン大学（英語版）
- イリノイ大学アーバナ・シャンペーン校
- 中国科学技術大学
- ウィスコンシン大学
- イェール大学
- バージニア工科大学